# Janusz Kubot
Janusz Kubot (ur. 22 sierpnia 1959 w Bolesławcu) – polski piłkarz, a następnie trener piłkarski KS Polkowice. Ojciec Łukasza, tenisisty ziemnego. Od 2016 trener polskiego klubu Kolejarz Stróże.

## Kariera zawodnicza
Jest wychowankiem BKS Bolesławiec. Ponadto był zawodnikiem klubów z Lubina i Brukmulen. Karierę trenerską zaczął w wieku 30 lat. Początkowo pracował z dziećmi i młodzieżą w Zagłębiu Lubin. Jako trener zespołu seniorów zadebiutował w 1994 roku w Zagłębiu Lubin jako II trener. Aż do 1999 roku, kiedy został szkoleniowcem Pomeranii Police jako trener I zespołu. Jest absolwentem AWF we Wrocławiu. Większość kariery związany z klubami Zagłębia Miedziowego.

## Kariera szkoleniowa
W drugiej połowie lat 80. zajmował się szkoleniem dzieci i młodzieży w Zagłębiu Lubin. Później przez rok był trenerem drugiej drużyny Zagłębia.
Samodzielną pracę z zespołem seniorów rozpoczął w 1999 roku, w pierwszoligowej Pomeranii Police, z którym doszedł do IV rundy Pucharu Polski. Później przez trzy lata pracował w Orlen Płock. Cztery lata później zatrudnił go III ligowy klub Kania Gostyń na stanowisko trenera pierwszego zespołu. Z Kanią zajął czternaste miejsce w lidze. Miedź Legnica także chciała spróbować jego sił, pod koniec sezonu zajęli piąte miejsce w lidze. Następnie prowadził II ligowy zespół Czarnych Żagań, z którym zajął czternaste miejsce w lidze. Od czerwca 2009 roku zaczął karierę w Chrobrym Głogów, a od 6 kwietnia 2011 w Kolejarzu Stróże. 22 czerwca 2011 został trenerem Zawiszy Bydgoszcz. 18 kwietnia 2012, po przegranym meczu z Bogdanką Łęczna, podał się do dymisji. Od 30 czerwca do 21 października 2013 trener drugoligowego klubu KS Polkowice.